# Oxydia alternata
Oxydia alternata là một loài bướm đêm trong họ Geometridae.